# Hitachi (provincia)

Mappa delle province giapponesi con la provincia di Hitachi evidenziata

Hitachi (giapponese: 常陸国; -no kuni) fu una provincia del Giappone che confinava con le province di Iwashiro, Iwaki, Shimo-Usa e Shimotsuke. La sua area fa parte della prefettura di Ibaraki.
L'antica capitale provinciale e il tempio erano localizzati vicino alla moderna Ishioka, dove sono stati fatti degli scavi, mentre l'antico santuario principale si trovava più a est a Kashima. Nel periodo Sengoku l'area era divisa tra diversi daimyō, ma la principale città castello era solitamente situato in corrispondenza della città moderna di Mito.